# Ludovic Stewart
Ludovic Stewart, 2. książę Lennox i 1. książę Richmond (ur. 29 września 1574, zm. 16 lutego 1624), szkocki arystokrata, najstarszy syn Esmé Stewarta, 1. księcia Lennox, i Catherine de Balsac, córki Guillaume de Balsaca, pana d'Entragues et Marcoussins.
Po śmierci ojca w 1583 r. został parem Szkocji jako 2. książę Lennox. Był jednym z najbliższych współpracowników króla Jakuba VI, od 1603 r. króla Anglii Jakuba I. Pod jego nieobecność Lennox sprawował władzę w Szkocji. Za jego rządów stłumiono opozycję, uporano się z rozbójniczymi klanami Armstrongów i MacGregorów, i poddano władzy królewskiej niespokojną północ, przywracając po raz kolejny podległość Hebrydów i Orkadów koronie. Sytuacja w Szkocji została na dłuższy czas uspokojona.
Król odwdzięczał się Lennoxowi nadawaniem mu różnych godności. W 1613 r. Lennox został parem Anglii jako hrabia Richmond. W 1623 r. tytuł ten został podniesiony do rangi księcia. Od 1617 r. książę był Custos Rotulorum Kentu, a od 1620 r. Lordem Namiestnikiem Kentu. W 1607 r. był Lordem Wysokim Komisarzem przy Parlamencie Szkocji. Uczestniczył również w kolonizacji Maine w Ameryce Północnej.
Przed czerwcem 1590 r. poślubił Sophię Ruthven, córkę Williama Ruthvena, 1. hrabiego Gowrie, i Dorothei Stewart, córki 1. lorda Methven. Ludovic i Sophia nie mieli razem dzieci.
W sierpniu 1598 r. poślubił Jean Campbell (przed 1573 - przed 15 grudnia 1610), córkę sir Matthew Campbella i Isabel Drummond, córki sir Johna Drummonda. Małżeństwo to nie doczekało się potomstwa.
16 czerwca 1621 r. poślubił Frances Howard (przed 1582 - 8 października 1639), córkę Thomasa Howarda, 1. wicehrabiego Howard of Bindon, oraz Mabel Burton, córki Nicholasa Burtona. Również to małżeństwo pozostało bezdzietne.
Ludovic miał za to nieślubnego syna, Johna Stewarta of Methven, urodzonego przed 1610 r. Został on zarządcą zamku Dunbarton i ożenił się z Margaret Hamilton. Nie miał dzieci.
Lennox zmarł w 1624 r. Został pochowany w Opactwie Westminsterskim. Jego tytuły w parostwie Anglii wygasły, natomiast tytuł księcia Lennox odziedziczył jego młodszy brat, Esmé.